# Municipio de Susquehanna (condado de Dauphin)
El municipio de Susquehanna (en inglés: Susquehanna Township) es un municipio ubicado en el condado de Dauphin en el estado estadounidense de Pensilvania. En el año 2000 tenía una población de 21.895 habitantes y una densidad poblacional de 630.5 personas por km².

## Geografía
El municipio de Susquehanna se encuentra ubicado en las coordenadas 40°20′00″N 76°52′59″O / 40.33333, -76.88306.

## Demografía
Según la Oficina del Censo en 2000 los ingresos medios por hogar en la localidad eran de $49,293 y los ingresos medios por familia eran de $61,781. Los hombres tenían unos ingresos medios de $41,367 frente a los $32,296 para las mujeres. La renta per cápita de la localidad era de $26,572. Alrededor del 5,9% de la población estaba por debajo del umbral de pobreza.